# Epístola de Judas
A Epístola de Judas, geralmente referida apenas como Judas, é o trigésimo-sexto e penúltimo livro do Novo Testamento da Bíblia.

## Autor e destinatário
A autoria da epístola é do discípulo Judas (Judas, irmão de Tiago) e não do apóstolo Judas Iscariotes. Já os destinatários da epístola poderiam ser judeus convertidos ao cristianismo espalhados pela Ásia Menor, embora a epístola não dê informações cabais para que público específico Judas teria se dirigido. O seu conteúdo apenas indica que os destinatários seriam pessoas conhecedoras do Antigo Testamento e das tradições judaicas, não havendo referências expressas aos gentios.

## Data e local
Foi escrita provavelmente no ano 65. Outras suposições, porém, induzem que a obra teria sido escrita por volta dos anos 66 e 67, logo após a morte de Pedro, em razão das fortes semelhanças com a segunda carta deste outro apóstolo. No entanto, uma terceira possibilidade seria que Judas e Pedro tivessem se utilizado de uma fonte comum, talvez de um panfleto muito utilizado na época para alertar a Igreja contra os falsos mestres.
Quanto ao local onde a epístola teria sido escrita não existe até hoje uma correta identificação, ainda que existam suposições de que Judas teria enviado sua carta da Palestina ou do Egito.

## Autenticidade

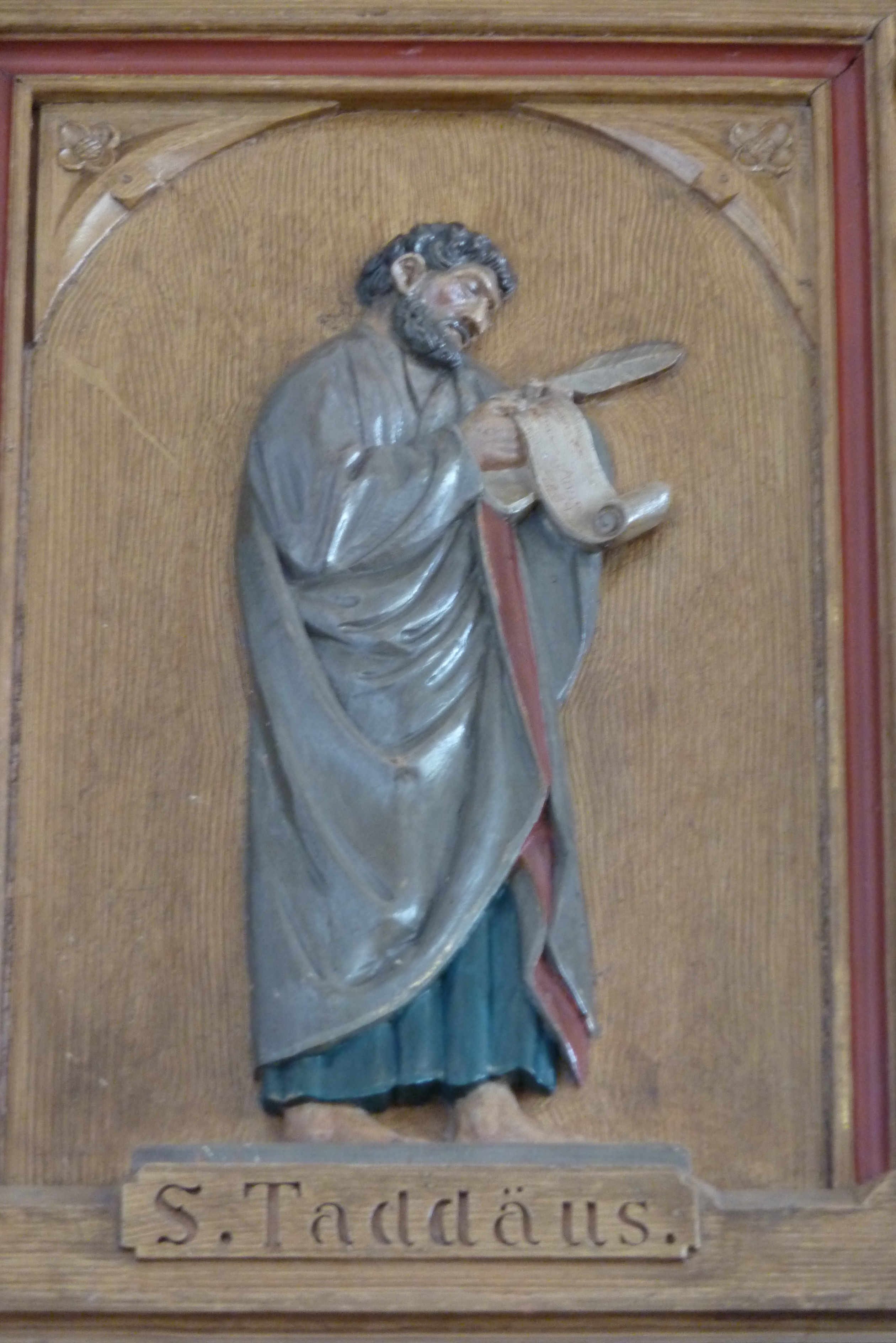
Judas Tadeu

A epístola de Judas ou a carta de Judas considera-se autêntico por ser mencionado no Fragmento Muratoriano do segundo século  EC. Acima de tudo, Clemente de Alexandria, do segundo século EC, o aceitou como sendo parte do cânon da bíblia. E ainda Orígenes o declarou como sendo uma obra de poucas linhas, mas de palavras salutares de graça celestial.

## Conteúdo
O propósito principal dessa epístola é a advertência contra os mestres imorais e as heresias da época, que colocavam em risco a fé dos cristãos. Há quem diga que Judas estaria escrevendo contra os mestres ateus que afirmavam que aos cristãos seria permitido fazer tudo o quanto desejassem, sem temer o castigo divino. Assim, sua carta enfoca a apostasia, que seria a troca dos ensinamentos cristãos pelas falsas doutrinas.
A epístola é bem pequena e tem apenas 25 versículos em um único capítulo. Inicia-se com uma curta introdução de dois versos, fala sobre o perigo da atuação de homens perversos que estavam tentando alterar o propósito da fé cristã, dá exemplos históricos sobre os falsos mestres descrevendo o caráter destes, destaca o viver em santidade como o objetivo dos convertidos e conclui com sua benção apostólica.
Curiosamente, encontra-se nos seus versos 14 e 15 uma breve citação do livro apócrifo de 1 Enoque 60:8, 1:9, sobre uma profecia do julgamento dos homens maus.
- "Enoque, o sétimo depois de Adão" é uma citação de 1En.60:8
- "Eis que é vindo o Senhor com milhares de seus santos.." é uma citação de 1En.1:9 (de Deut.33:2)

Outra interpretação é de que o Senhor Jesus Cristo contou aos seus servos sobre as profecias de Enoque, e Judas escreveu sua epístola baseada nas palavras do próprio Jesus a respeito do profeta Enoque. O Primeiro Livro de Enoque foi escrito a partir do terceiro século antes de Cristo.
Um ponto da epístola que desperta a atenção é o seu verso 9 que fala sobre uma disputa entre o Arcanjo Miguel e o diabo pelo corpo de Moisés, incidente este que não está registrado em nenhuma outra parte das Escrituras, cuja narrativa é atribuída por alguns à citação de uma parte perdida de um livro antigo chamado de Assunção de Moisés, uma vez que o capítulo 34 de Deuteronômio nada diz a respeito do fato comentado pelo apóstolo. Outros consideram que Judas fala sobre a disputa entre o Arcanjo e o diabo pelo corpo do sumo sacerdote Josué (Zacarias 3:1-7), que foi talvez uma alegoria sobre a corrupção do sacerdócio, nos dias de Neemias:
- Judas 23 E salvai alguns com temor, arrebatando-os do fogo, odiando até a túnica manchada da carne.
- Zacarias 3:2 não é este um tição tirado do fogo? 3 Josué, vestido de vestes sujas, estava diante do anjo.